# Rivières (Charente)
Rivières is een gemeente in het Franse departement Charente (regio Nouvelle-Aquitaine). De plaats maakt deel uit van het arrondissement Angoulême. Rivières telde op 1 januari 2022 2.023 inwoners.

## Geografie
De oppervlakte van Rivières bedroeg op 1 januari 2022 21,54 vierkante kilometer; de bevolkingsdichtheid was toen 93,9 inwoners per km².
De onderstaande kaart toont de ligging van Rivières met de belangrijkste infrastructuur en aangrenzende gemeenten.

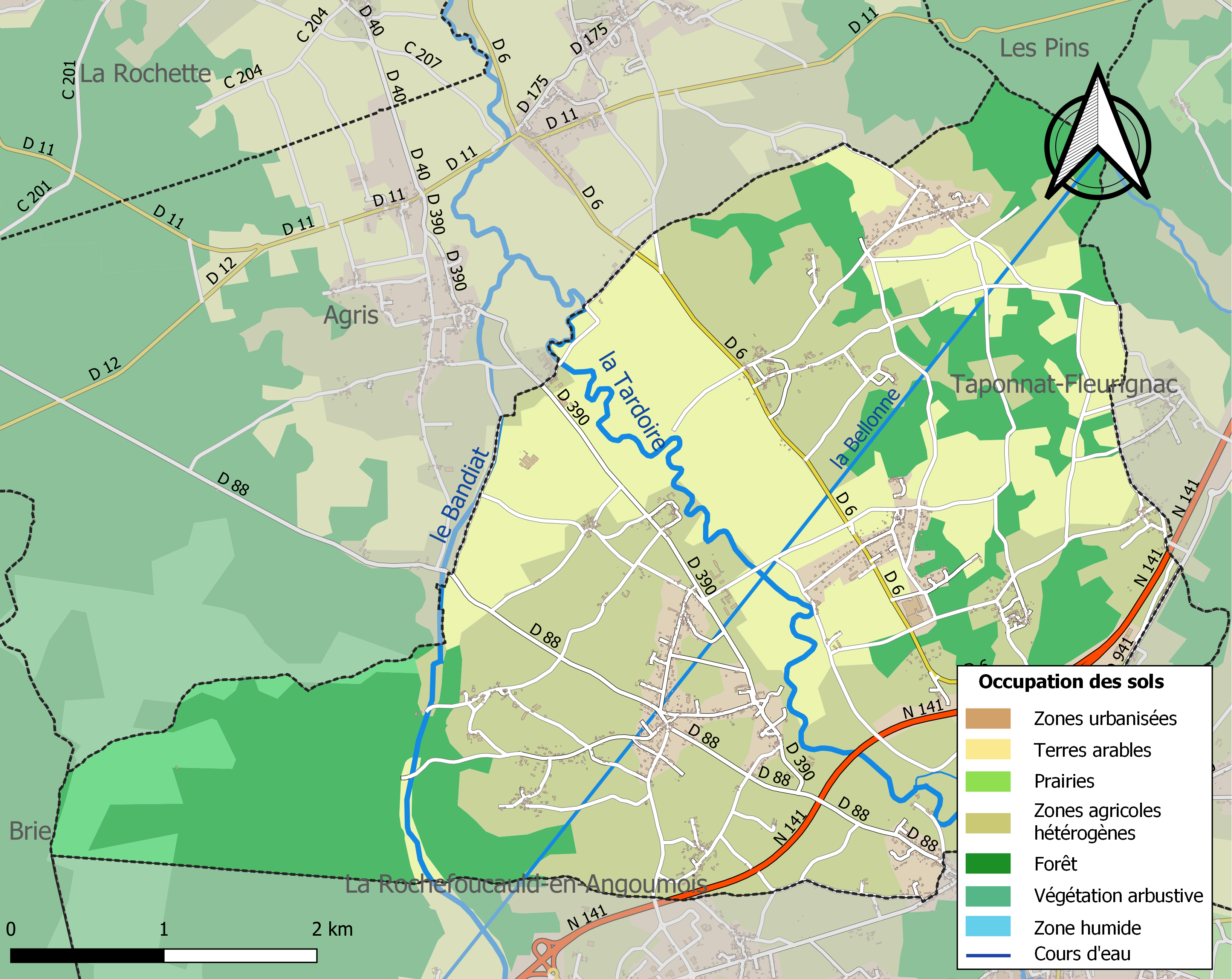

## Demografie
Onderstaande figuur toont het verloop van het inwonertal (bron: INSEE-tellingen).